# Dermestes pauper
Dermestes pauper is een keversoort uit de familie spektorren (Dermestidae). De wetenschappelijke naam van de soort werd in 1847 gepubliceerd door Oswald Heer.